# Soussey-sur-Brionne
Soussey-sur-Brionne – miejscowość i gmina we Francji, w regionie Burgundia-Franche-Comté, w departamencie Côte-d’Or.
Według danych na rok 1990 gminę zamieszkiwały 104 osoby, a gęstość zaludnienia wynosiła 7 osób/km² (wśród 2044 gmin Burgundii Soussey-sur-Brionne plasuje się na 806. miejscu pod względem liczby ludności, natomiast pod względem powierzchni na miejscu 652.).